# クックオフ
クックオフ（cook-off）は、出場者がそれぞれ料理を準備し、選ばれた審査員グループまたは一般の人々によって審査を行う料理コンテストである。
クックオフは、チリコンカーンなどのよく似た料理を扱う競合者（レストランなど）の間で非常に人気があり、特定の料理について最適なレシピを決定する方法としても利用される。

## チリ・クックオフ

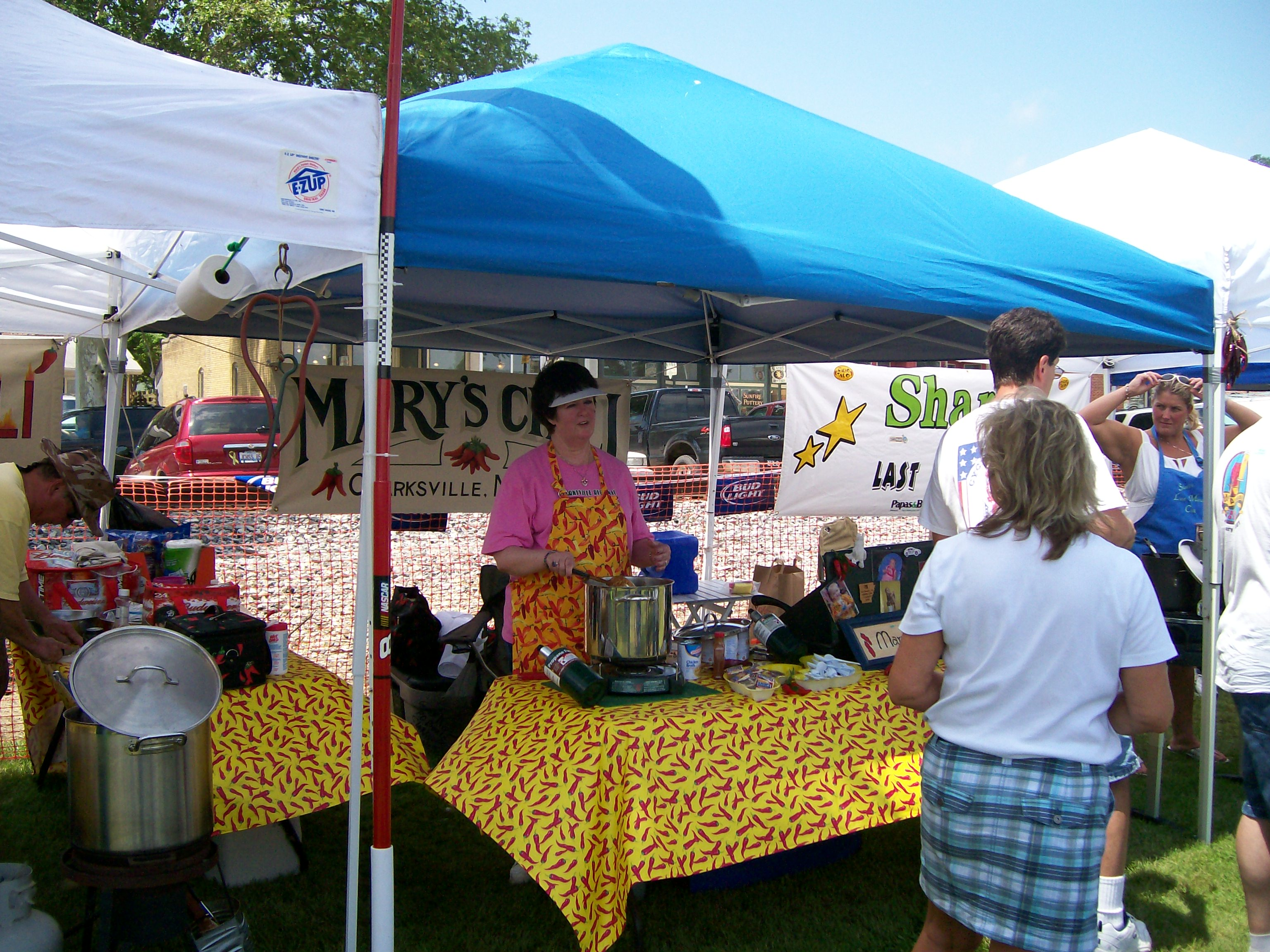
2008年ニューハンプシャー州クラークスビルでのチリ料理コンテスト

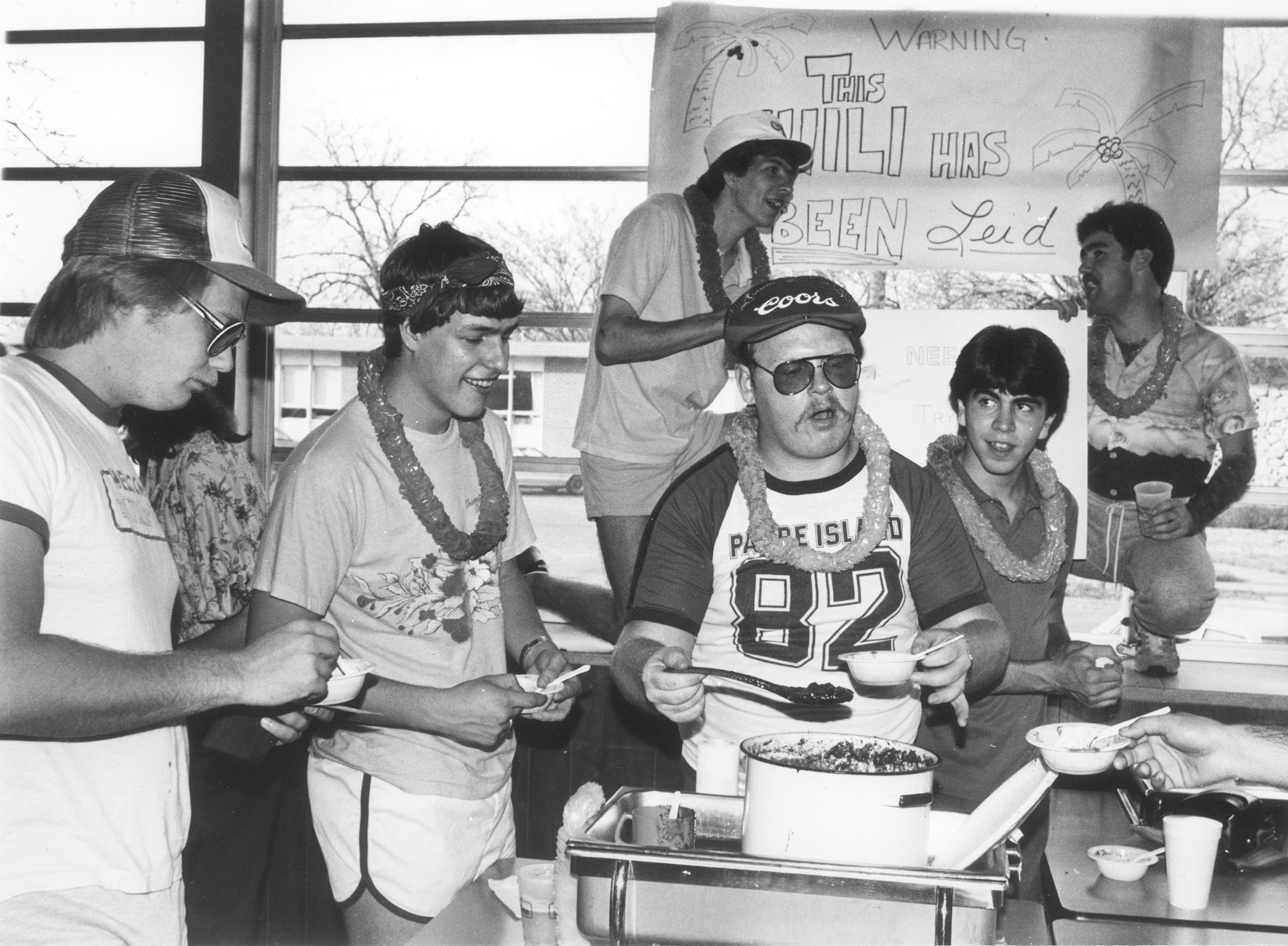
チリ料理コンテストでの工学部の学生たち（1983年、テキサス大学アーリントン校）

### Notable chili cook-offs
- テキサス州サンマルコスのチリンピアード（1970 - 2002年）
- ニューヨークのローンスターチリクックオフ